# ققنوس (مانگا)
ققنوس (به ژاپنی: 火の鳥 Hi no Tor) یک سری مانگای ژاپنی ناتمام ساخته تزوکا اوسامو است.